# Irmãs da Santa Infância de Jesus e Maria
As Irmãs da Santa Infância de Jesus e Maria, também conhecidas como Irmãs de Ste-Chrétienne (SSCH), são uma congregação internacional católica romana fundada em 1807 por Madame Anne-Victoire Méjanes, nascida Tailleux, para a educação de meninas e o cuidado dos pobres doentes.

## História
A convite do bispo Jauffret de Metz, a Sra. Méjanes e a sua comunidade foram de Argancy a Metz e fixaram residência na Abadia de St. Glossinde. A congregação recebeu a aprovação da Santa Sé em 1888, e seus estatutos receberam a aprovação papal em 1899.
Em 1903, um grupo de irmãs chegou a Salem, Massachusetts, para administrar uma escola, onde lecionavam inglês e francês, sendo este último a língua nativa de muitos dos alunos, quase metade dos quais eram de famílias franco-canadenses. imigrantes. A St. Joseph's Covent School foi destruída no incêndio de Great Salem em 1914. A Academia St. Chretienne foi inaugurada em 1918 e foi rapidamente convertida em um hospital de sessenta leitos para vítimas da epidemia de Influenza. A St. Chretienne Academy High School foi inaugurada em 1964. Ambos fecharam em 1971. A propriedade é agora o local do Campus Sul da Universidade Estadual de Salem.
O noviciado da congregação foi transferido para Giffard, Quebec, onde as irmãs administravam duas escolas.
Durante a Primeira Guerra Mundial, as irmãs na Europa cuidaram dos feridos em hospitais ou transformaram seus conventos em hospitais. Muitos deles receberam a Legião de Honra e foram premiados com medalhas pelos governos francês e outros.

## Nos dias de hoje
A partir de 2019, havia cerca de 200 irmãs. As irmãs têm casas na França, Áustria, Geórgia, Canadá e Estados Unidos. Nos Estados Unidos, eles ministram em Massachusetts, Rhode Island, Maine e Flórida; o escritório para a região dos EUA fica em Wrentham, Massachusetts.
Em 1970, chegaram a Ruanda, onde dirigem centros de saúde.